# Handisport ai XVI Giochi del Mediterraneo
Le gare di Handisport ai XVI Giochi del Mediterraneo si sono disputate su due diversi sport: Atletica Leggera e Nuoto.
Le gare i Atletica Leggera si sono svolte allo Stadio Adriatico di Pescara, completamente rinnovato con l'occasione della manifestazione sportiva.
Le discipline sono:
- 1500 m (maschili)
- 800 m (femminili)

entrambi per la categoria T/54.
Le gare di Nuoto si sono svolte alle piscine Le Naiadi di Pescara, rinnovate con l'occasione dei Giochi e sede della squadra di pallanuoto locale CUS d'Annunzio.
Le discipline sono:
- 100 m stile libero (maschili e femminili)

entrambi per la categoria S/10.
Sono ammessi 2 atleti per ogni Nazione e specialità.

## Calendario
| ● | Competizioni | ● | Finali |

| Giugno/Luglio |    |    |    |    |    |    |    |    |    |    |
| 25            | 26 | 27 | 28 | 29 | 30 | 01 | 02 | 03 | 04 | 05 |
|               |    |    |    | ●  | ●  | ●  |    |    |    |    |

## Podi

### Uomini
| Evento             | Oro                | Perform. | Argento           | Perform. | Bronzo                 | Perform. |
| Atletica Leggera   |                    |          |                   |          |                        |          |
| 1500 m             | Ahmed Aouadi       | 3.17"07  | Julien Casoli     | 3.17"33  | Roger Puigbo Verdaguer | 3.18"27  |
| Nuoto              |                    |          |                   |          |                        |          |
| 100 m stile libero | David Levecq Vives | 54"46    | José Mari Alcaraz | 56"97    | Vincent Rupp           | 58"98    |

### Donne
| Evento             | Oro            | Perform. | Argento              | Perform. | Bronzo              | Perform. |
| Atletica Leggera   |                |          |                      |          |                     |          |
| 800 m              | Samira Berri   | 2.07"08  | Francesca Porcellato | 2.07"67  | Masouda Siffi       | 2.17"12  |
| Nuoto              |                |          |                      |          |                     |          |
| 100 m stile libero | Elodie Lorandi | 1.03"25  | Esther Morales       | 1.03"40  | Sarai Gascon Moreno | 1.04"93  |

## Medagliere
| Posizione | Paese   |   |   |   | Totale |
| --------- | ------- | - | - | - | ------ |
| 1         | Tunisia | 2 | 0 | 1 | 3      |
| 2         | Spagna  | 1 | 2 | 2 | 5      |
| 3         | Francia | 1 | 1 | 1 | 3      |
| 4         | Italia  | 0 | 1 | 0 | 1      |
| Totale    | Totale  | 4 | 4 | 4 | 12     |